# Doカード
Doカードは、道北バスで利用できる乗車カード。1999年11月に磁気カードとICカードが同時にサービス開始した。交通系ICカードとしては全国で4番目の導入、北海道では初の導入である。
2014年11月にICカードのシステムが刷新され、新「Doカード」へ移行した。2015年2月1日より旭川電気軌道のAsaca CARDと相互利用を開始している。

## 概要

相互利用関係（クリックで拡大）

ICカードのDoカード（一般・大特、学生・小児・小特）がある。旭川電気軌道が2012年11月1日に導入したAsaca CARDと、2015年2月1日より相互利用を開始。

### 利用方法
- 乗車時は乗車口のカードリーダーに、降車時は運賃箱のカードリーダーにカードをかざす。
- 同伴者の運賃をDoカードで支払う場合、降車時にカードをかざす前に運転手に申し出る。
- 自動販売機やバス車内で運転手へ申し出て行うチャージは、運賃箱の容量に制限があるため、1,000円単位、5,000円まで。多額のチャージは総合案内所などの窓口で受け付ける。

### 利用できない路線
- 留萌線を除く都市間バス路線
- 期間限定バス、臨時バスの一部
- 共同運行路線、共通乗車制度取扱路線の他社運行便

## 歴史

### 旧「Doカード」・磁気カード
- 1999年11月に磁気カードとICカードが同時にサービス開始した。交通系ICカードとしては全国で4番目の導入、北海道では初の導入であった[1]。
- ICカードは「Doカード」、磁気カードは単に「バスカード」という名称であった。
- 同じく磁気カードのマイカード（一般用）、マイカード・プチ（学生用）とともに、2014年11月廃止。
  - これに伴い、旧Doカード（IC）およびマイカード（磁気）の発売を2014年11月15日をもって停止。
  - 旧Doカードの利用・チャージは同年11月20日をもって停止。翌11月21日以降は手数料無料で払い戻しを受け付ける。道北バス本社にて平日のみ受け付けている[3]。

### 新「Doカード」登場
- 2014年11月からシステムが更新され、新ICカード「Doカード」の運用を開始した。新ICカードの名称は旧ICカードと同じ「Doカード」を引き継いだ。
- 図柄は緑色がベースで、旭川市内にあり石狩川にかかる旭橋と、旭川市のゆるキャラ「あさっぴー」が描かれ、「DoCARD」のロゴが入っている
- 先に登場した旭川電気軌道「Asaca CARD」の図柄は、青色またはピンク色がベースで同じイラストを使用、DoCARDはベースの色とロゴのみ差し替えられた。

## 販売場所
- 道北バス総合案内所（旭川市宮下通9丁目 ツルハビル旭川駅前1階）
- 道北バス本社（旭川市近文町16丁目2698-1）
- 道北バス路線バス車内
- （自動販売機）道北バス総合案内所
- （自動販売機）イオン旭川永山店
  - 道北バス公式サイトではこの他に、旭川電気軌道のカード自動販売機も案内されている。

カード自動販売機では、以下の機能が利用可能である。
- 無記名式ICカードの発売（車内および自動販売機では一般カードのみ販売）
- SFカードのチャージ（1,000円単位）
- 定期券の継続　※平日定期は取扱不可
- 利用履歴照会（直近10件まで確認可能。項目は利用月日、利用金額、乗降停留所及び残額。）

## 発売金額（チャージ額）・利用可能金額
- 新規発売

| 発売金額 | 利用可能金額 | 利用可能金額     | 利用可能金額 |
| 発売金額 | 一般・大特   | 学生・小児・小特 |              |
| -------- | ------------ | ---------------- | ------------ |
| 2,000円  | 1,650円      | 1,950円          |              |

※発売金額のうち、500円はデポジット。
- リチャージ金額

| チャージ額 | 利用可能金額 | 利用可能金額     |
| チャージ額 | 一般・大特   | 学生・小児・小特 |
| ---------- | ------------ | ---------------- |
| 1,000円    | 1,100円      | 1,300円          |
| 2,000円    | 2,200円      | 2,600円          |
| 3,000円    | 3,300円      | 3,900円          |
| 4,000円    | 4,400円      | 5,200円          |
| 5,000円    | 5,500円      | 6,500円          |
| 10,000円   | 11,000円     | －               |
| 15,000円   | 16,500円     | －               |

※バス車内でのリチャージは5,000円まで。
- 1時間以内に2本のバスを乗り継いだ場合、乗り継いだ区間の運賃が100円（小児50円）引きとなる（旭川電気軌道とも可能、ただし同一停留所または指定近隣停留所間での乗り継ぎ。同一区間の往復利用、カードの複数人での利用は適用されない。）

## エコ定期券
通勤定期券（平日通勤定期も含む）をエコ定期券として利用することが可能である。但し、土曜・休日のみ適用される。
|              |              | 通勤定期 | 通勤定期   | 平日通勤定期 | 平日通勤定期 |
| ------------ | ------------ | -------- | ---------- | ------------ | ------------ |
| 定期区間     | 定期区間外   | 定期区間 | 定期区間外 |              |              |
| 定期券所持者 | 定期券所持者 | -        | 100円      | 150円        | 150円        |
| 同伴家族     | 大人         | 100円    | 100円      | 100円        | 100円        |
| 同伴家族     | 小人         | 50円     | 50円       | 50円         | 50円         |

通勤定期券所持者本人と、同伴した同居家族が上記の運賃で乗車することができる。